# Zahnersatz
Zahnersatz (Abkürzung ZE) ist der Sammelbegriff für jegliche Form des Ersatzes fehlender natürlicher Zähne. Die Planung und Eingliederung von Zahnersatz fällt unter die zahnmedizinische Fachrichtung Prothetik. Der Herstellung widmet sich der handwerkliche Zweig der Zahntechnik. Einen herausnehmbaren Zahnersatz bezeichnet man als Zahnprothese.

## Geschichte
Den frühesten Zahnersatz bildeten falsche Zähne aus Elfenbein, aus Holz oder aus Knochen von Tieren oder verstorbenen Menschen. Diese wurden mit Golddrähten an verbliebene gesunde Frontzähne gebunden. Dies wirkte nur ästhetisch und verbesserte die Aussprache, ohne die Kaufunktion wiederherstellen zu können. Mit einem ähnlichen Verfahren wurden auch bereits etwa durch Parodontitis gelockerte Zähne fixiert. Solche künstlichen Zähne und Vorrichtungen, die schon die Phönizier und Etrusker kannten, führten oft zu Entzündungen im Mundbereich, da sich an den Drähten und Ersatzzähnen leicht Bakterien festsetzten. Die auf etruskische Einflüsse zurückgehenden Zahnersatze der römischen Antike bestanden aus Kalbs- oder Menschenzähnen. Einer der frühesten archäologischen Funde in Mitteleuropa stammt aus dem slawischen Gräberfeld von Sanzkow (Kreis Demmin) aus dem 12. Jahrhundert. Ende des 18. Jahrhunderts gab es erste Porzellangebisse. Der französische Apotheker Alexis Duchâteau stellte zusammen mit dem französischen Zahnarzt Nicolas Dubois de Chémant im Jahre 1774 die ersten Porzellanzähne her. Dubois de Chémant hat später ein Herstellungsmonopol für Porzellangebisse erhalten und führte 1802 die Porzellanstiftkrone ein. Im Jahr 1785 stellte der New Yorker Zahnarzt John Greenwood ebenfalls Zahnersatz auf Porzellanbasis vor. Am 9. März 1822 wurde dem New Yorker Charles M. Graham ein US-Patent für seine Erfindung einer Verbesserung im Aufbau künstlicher Zähne bewilligt. Erst im 19. Jahrhundert ermöglichte der Rohstoff Kautschuk die Herstellung funktionierenden Zahnersatzes. Heute bestehen ersetzte Zähne zumeist aus Kunststoff oder Keramik-Materialien. Zahnersatz aus Kautschuk wird aufgrund der mit der Zeit steigenden Sprödigkeit und der porösen Oberfläche sowie der mäßigen Zahnfleisch-Ästhetik nicht mehr verwendet.
Bekannte Prothetiker haben spezielle Verfahren entwickelt, um zu einem bestmöglichen Ergebnis zu kommen. Hierzu gehören Albert Gerber, Alfred Gysi, Alexander Gutowski und Arne Lauritzen.

## Systematik und Unterscheidungsmerkmale
Zahnersatz wird in verschiedene Klassen eingeteilt: Der festsitzende Zahnersatz umfasst Kronen, Teilkronen und Brücken und bei herausnehmbarem Zahnersatz wird zwischen Totalprothesen und Teilprothesen unterschieden, die wiederum in mehrere Untergruppen eingeteilt werden können. Hierbei kann entweder die Ausführung oder der Umfang der Teilprothese als Kriterium herangezogen werden. Kombinierter Zahnersatz besteht aus einem fest einzementierten Teil und einem herausnehmbaren Teil.
Zahnersatz soll die Kauleistung der teil- oder unbezahnten Kiefer wiederherstellen. Weitere Aspekte betreffen die Ästhetik und die Sprechleistung, da die Aussprache mancher Buchstaben oft vom Vorhandensein und der richtigen Position der Zähne abhängig ist.

## Festsitzender Zahnersatz
Festsitzender Zahnersatz wird an vorhandenen Zähnen befestigt, die dann zusätzlich auch die Kaukräfte des Ersatzes mittragen. Als Faustregel hierbei gilt, dass jeder Zahn den Kaudruck eines weiteren Zahnes aufnehmen kann. Für zwei zu ersetzende Zähne sollten also auch zwei Pfeilerzähne zur Verfügung stehen. Die Verwendbarkeit von Pfeilerzähnen als Brückenanker hängt von der Pfeilerwertigkeit ab.
Festsitzender Zahnersatz kommt der natürlichen Situation am nächsten und ist daher – anders als herausnehmbarer Zahnersatz – in der Lage, die normale Kau- und Sprechfunktion nahezu vollständig wiederherzustellen.
Brücken und Kronen haben nur eine begrenzte Verweildauer im Mund – im Durchschnitt ca. 15 bis 20 Jahre. Da sich das Zahnfleisch im Rahmen einer Parodontitis zurückbilden kann, ist der Hauptgrund für die Insuffizienz einer Krone oder Brücke darin begründet, dass der dann freiliegende Zahnhals als Prädilektionsstelle der Karies wieder zugänglich wird. Auch Zahnlockerungen durch Überbelastung können (insbesondere im Oberkiefer) zum Verlust festsitzenden Zahnersatzes führen. Ebenfalls ist die Vorschädigung der Pfeilerzähne vor der Überkronung von Bedeutung.

### Brücken
Brücken bestehen aus Brückenpfeilern (Fixierelemente) und aus Brückenkörper(n) (Brückenglieder). Brücken können aus Metall, Keramik oder der Kombination beider Werkstoffe (Verblend-Metall-Keramik, abgekürzt VMK) hergestellt sein und werden mit einem speziellen Zement an den entsprechend präparierten (beschliffenen) Pfeilerzähnen befestigt.

### Teleskopierende Brücke
Unter einer teleskopierenden Brücke versteht man eine Brücke, deren Brückenpfeiler Teleskopkronen (Doppelkronen) sind. Ihr Tragekomfort entspricht dem festsitzenden Zahnersatz, da diese Konstruktion von den Pfeilerzähnen getragen wird und die Mundschleimhaut keine tragende Funktion hat.

### Klebebrücke
Eine Klebebrücke ist in der Zahnmedizin eine Brücke, die mit einer Klebeverbindung an den Nachbarzähnen befestigt wird. Nach ihrer Entstehungsstätte wird eine solche Brücke auch als Marylandbrücke bezeichnet. Der große Vorteil dieser Art des Lückenschlusses ist, dass im Gegensatz zur konventionellen Brücke die Pfeilerzähne nicht ringsherum beschliffen werden müssen, sondern nur sehr wenig Zahnsubstanz abgeschliffen werden muss. Das Verfahren bot sich daher speziell dann an, wenn die Nachbarzähne karies- und füllungsfrei waren. Eine Klebebrücke wird mittels Adhäsiv-Technik befestigt. Durch eine Kombination von Oberflächenbearbeitung des Metalls (Sandstrahlen, Silikatisieren, früher auch Anätzen) und Verwendung besonderer Metallprimer wird ebenfalls eine Klebeverbindung zum Metall erzielt (Käyser et al., 1997). Das Verfahren spart somit im Gegensatz zur herkömmlichen Brückentechnik sehr viel Zahnsubstanz. Das Verfahren hat sich in Deutschland nicht durchgesetzt, was vor allem daran liegt, dass es nie Kassenleistung geworden ist (und es mittlerweile eine bessere Lösung für solche Fälle gibt). Brücken dieser Bauart sind weniger belastbar als herkömmliche Brücken und auch weniger dauerhaft. Die Klebebrücke hatte einen engen Indikationsbereich und ist daher eine Nischenanwendung geblieben. In der Zwischenzeit hat die Implantologie die Klebebrücke weitgehend ersetzt.

### Zahnkronen und Teilkronen
Einzelne Zahnkronen sind kein Zahnersatz, sondern dienen der Zahnerhaltung. In Verbindung mit dem Ersatz von Zähnen werden Zahnkronen zum Bestandteil von Zahnersatz. In Deutschland wird bei der Abrechnung einer Krone jedoch nicht unterschieden, sondern jede Zahnkrone unter Zahnersatz subsumiert, was zu einer finanziellen Eigenbeteiligung des Patienten führt. Eine Zahnkrone bedeckt den betreffenden Zahn vollständig (wie ein Fingerhut). Teilkronen überdecken den betreffenden Zahn nicht vollständig.

### Implantate
Ein Implantat ist ein Zahnwurzelersatz, auf dem eine Krone oder Zahnersatz befestigt wird. Die Funktion von Implantaten entspricht der der natürlichen Zähne. Sie können als Brückenpfeiler, aber auch als Halte- und Stützelemente bei kombiniertem Zahnersatz verwendet werden. Ein Implantat kann indiziert sein, wenn ein einzelner Zahn fehlt, die Nachbarzähne gesund sind und diese nicht für die Aufnahme einer Brücke präpariert, also beschliffen werden sollen. Das Zahnimplantat wird anschließend mit einer Einzelkrone überkront.

### Veneer
Ein Veneer ist eine dünne, lichtdurchlässige Keramikschale für die Zähne, die mit einem Spezialkleber auf die Zahnoberfläche aufgeklebt wird.

## Herausnehmbarer Zahnersatz (Zahnprothese)

### Totalprothese
Unter einer Totalprothese versteht man in der Zahnmedizin den Ersatz aller Zähne eines Kiefers durch herausnehmbaren Zahnersatz, der aus einer Kunststoffbasis und den darauf befestigten künstlichen Zähnen besteht. Die Totalprothese findet durch Unterdruck, Adhäsion- und Kohäsionskräfte ihren Halt am Kiefer. Hierzu wird der Prothesenrand mit Hilfe einer Funktionsabformung gestaltet.
Eine Sonderform ist die Immediatprothese (Sofortprothese). Bei einer notwendigen Reihenextraktion wird im Vorfeld der Extraktionen eine Prothese vorbereitet, die unmittelbar nach der Extraktion der Zähne eingegliedert wird. Eine solche Prothese wird nach wenigen Wochen korrigiert, z. B. mittels Unterfütterung, weil sich der Kiefer im Verlauf der Abheilung der Extraktionswunden stark ändert. Ein Nebeneffekt einer Immediatversorgung ist, dass eine solche Prothese gleichzeitig als Verbandplatte dient. Ist das Tragen einer Totalprothese durch Knochenschwund nicht möglich, ist ein Kieferaufbau angezeigt.

### Teilprothese

#### Unterscheidung nach der Ausführung

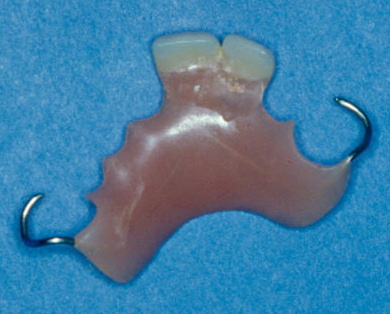
Einfache partielle Oberkieferprothese zum Ersatz der Zähne 21 und 22

Teilprothesen oder partielle Prothesen stellen in der Zahnmedizin einen Zahnersatz dar, der bei einem Gebiss mit Restbezahnung hergestellt werden kann. Eine Teilprothese (oder partielle Prothese, von lateinisch pars ‚Teil‘) kann in unterschiedlichen Ausführungen hergestellt werden. Die einfachste Ausführung, die Klammerprothese, besteht aus einer Kunststoffbasis, den zu ersetzenden Zähnen und gebogenen Halte- und Stützelementen. Das sind die sogenannten Klammern als Halteelemente und bestenfalls zusätzliche Auflagedorne als Stützelemente, die ein Absinken der Prothese verhindern sollen. Die Prothese kann nötigenfalls durch einen eingearbeiteten Draht oder Bügel verstärkt werden. Eine Klammerprothese gilt als Interimsprothese (Übergangsprothese, um z. B. einige Wochen die Wundheilung nach einer Zahnextraktion abzuwarten) und nicht als Dauerlösung, weil sie sowohl die verbliebenen natürlichen Zähne als auch das Zahnfleisch und den darunterliegenden Knochen schädigen kann (mechanische Atrophie). Nach der Abheilungsphase muss die hergestellte Prothese entweder angepasst oder eine neue Prothese angefertigt werden.

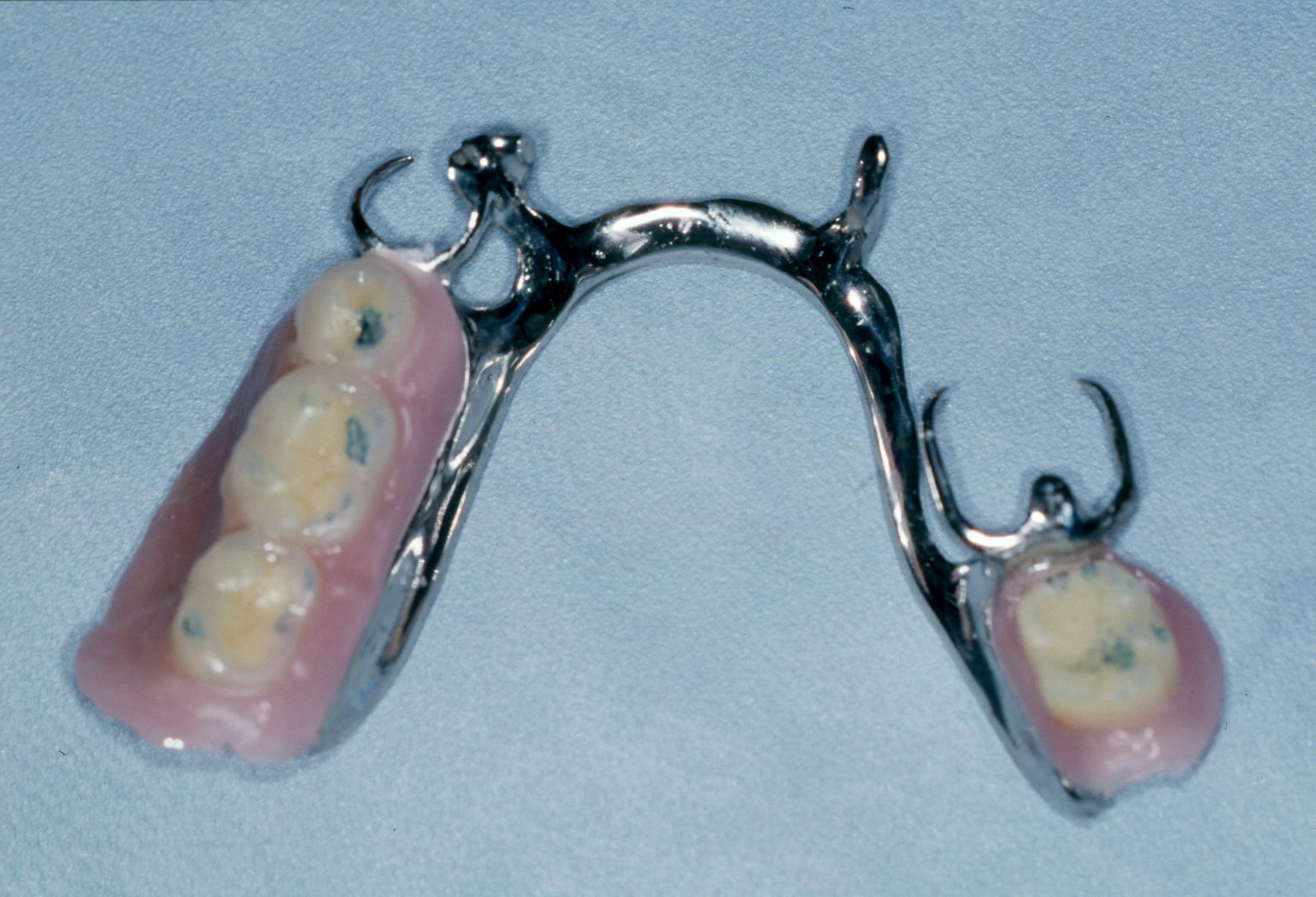
Partielle Unterkiefer-Modellgussprothese zum Ersatz der Zähne 37, 36, 35 und 47. Die blauen Punkte sind Markierungen, um die künstlichen Zähne einzuschleifen. Der rechte und linke Prothesensattel werden durch einen Unterzungenbügel verbunden.

Bei einer Modellguss-Teilprothese wird auf einem Kiefermodell zunächst ein Metallgerüst mitsamt den Halte- und Stützelementen in einem Guss hergestellt.
Durch dieses Verfahren ist eine hohe Passgenauigkeit und Stabilität gewährleistet. Als Legierung wird in aller Regel eine Chrom-Cobalt-Molybdän-Legierung eingesetzt – in den letzten Jahren aber auch zunehmend reines Titan, da dieses besonders gewebeverträglich ist. Auf dieser Basis werden dann Kunststoff und Zähne aufgebaut. Es ist wichtig, dass eine Modellgussprothese parodontienfrei gestaltet wird, das heißt, wo immer möglich sollte ein Abstand von mehreren Millimetern zwischen den natürlichen Zähnen und der Prothese eingehalten werden, um „Schmutzecken“ zu vermeiden. Insgesamt ist eine solche Modellguss-Teilprothese länger haltbar als die oben beschriebene einfache Teilprothese und vor allem durch die bessere Passgenauigkeit und Abstützung auch als Dauer-Zahnersatz möglich. Ein langfristiger Erfolg ist aber auch bei dieser Ausführung nur durch eine regelmäßige und intensive Zahn- und Prothesenpflege gewährleistet.

#### Einteilung nach dem Umfang
Teilprothesen lassen sich zusätzlich auch nach der Lage der ersetzten Zähne klassifizieren:
Eine Schaltprothese schließt eine Zahnlücke. Das heißt, vor (mesial) und hinter (distal) den fehlenden Zähnen sind natürliche Zähne vorhanden. (Siehe Abbildung: Einfache Prothese)
Eine Freiendprothese endet mit einem Prothesensattel, der nach hinten (distal) nicht durch einen natürlichen Zahn begrenzt wird. (Siehe Abbildung: Modellgussprothese)
Sowohl Schaltprothesen als auch Freiendprothesen können einseitig oder beidseitig Prothesensättel haben. Damit ist auch eine Kombination möglich, wenn z. B. im linken Unterkiefer eine Zahnlücke noch vorne und hinten von Zähnen umschlossen ist, und im rechten Unterkiefer die Zahnreihe ab dem ersten Prämolaren endet.

## Kombinierter Zahnersatz
In diesem Abschnitt wird nicht zwischen Kronen auf natürlichen Zähnen oder auf Zahnimplantaten unterschieden, weil beide in der Konstruktion sehr ähnliche Funktionen erfüllen.
Wie die Bezeichnung schon vermuten lässt, besteht kombinierter Zahnersatz aus einem festsitzenden und einem herausnehmbaren Teil. Der festsitzende Teil kann aus Kronen – eventuell auch als Teil einer Brücke, Teleskop- und/oder Konuskronen, Stegen oder Geschieben bzw. (nur noch selten) Gelenken bestehen. An dieser festsitzenden Konstruktion findet passgenau eine Teilprothese ihren Halt. Bei Teleskop- und Konuskronen wird der Halt durch Friktion, bei Stegen ebenfalls oft durch Friktion, manchmal auch durch einen „Reiter“ erreicht, der den Steg wie eine Klemme umfasst. Geschiebe bestehen aus einer Patrize am festsitzenden Teil und einer Matrize am herausnehmbaren Teil. Es gibt sie in sehr unterschiedlichen Ausführungen und Größen: mit kleinen Friktionsstiften, mit konusartigen T-förmigen Riegeln oder auch als druckknopfartiges Kugelköpfchen. (Siehe Abbildungen!) Oftmals kann die „Klemmwirkung“ zusätzlich durch eine kleine Schraube ein- oder nachgestellt (aktiviert) werden. Es müssen nicht immer alle Restzähne mit Teleskopkronen versorgt werden, einzelne Zähne können zusätzlich stattdessen auch mit gegossenen Halte- und Stützelementen einbezogen werden, um den Halt und die Abstützung der Prothese zu optimieren. So wird auch ein Kippen der nicht überkronten Restzähne vermieden. Die übrige Gerüstkonstruktion unterscheidet sich nicht von einer Modellgussprothese.
Vorteile des kombinierten Zahnersatzes:
- sehr guter Halt an der Restbezahnung und/oder den Implantaten
- sehr gute Abstützung auf der Restbezahnung
- verglichen mit „normalen“ Teilprothesen werden die Zähne, die zur Befestigung herangezogen werden, besser vor Karies geschützt
- durch eine Verblockung der Restbezahnung kann eine Überbelastung einzelner Zähne vermieden werden.
- in gewissem Ausmaß ist eine Erweiterung oder Reparatur möglich.

Die Indikation zu einer einseitigen Teilprothese ohne Halt und Abstützung auf der Gegenseite des Kiefers sollte sehr zurückhaltend erfolgen, weil ein Kippen der Prothese – meist nach vestibulär – oft nicht ausgeschlossen werden kann. Außerdem sollte eine einseitige Teilprothese so konstruiert sein, dass sie sich niemals unbeabsichtigt lösen kann, da sie sonst verschluckt werden oder in die Luftwege geraten könnte.
Ein Beispiel für eine einseitige Unterkiefer-Teilprothese (Sonderfall)

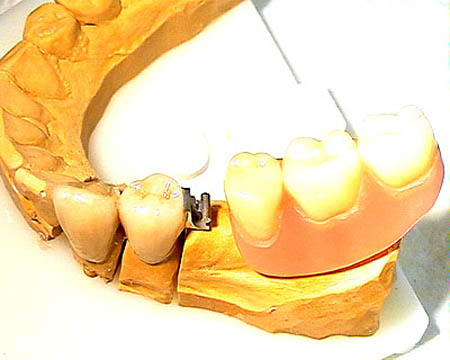
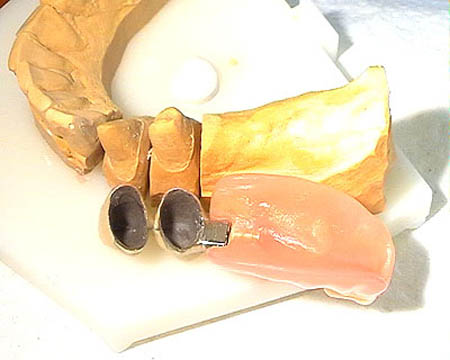
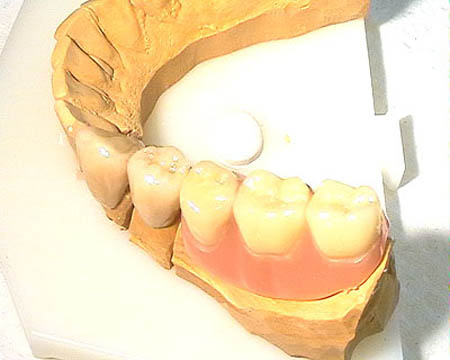
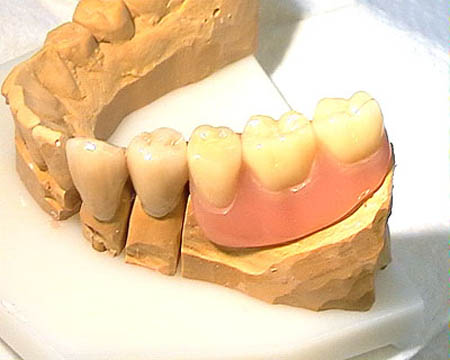

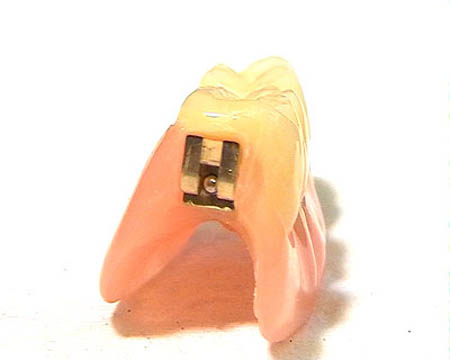
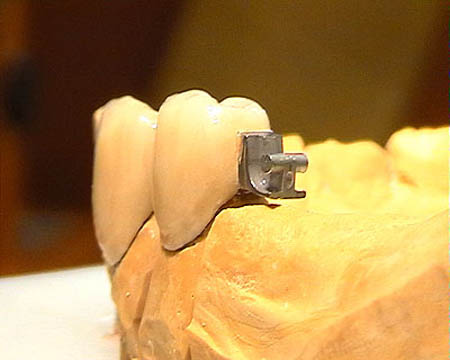
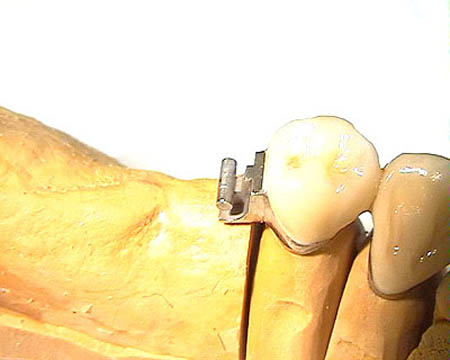
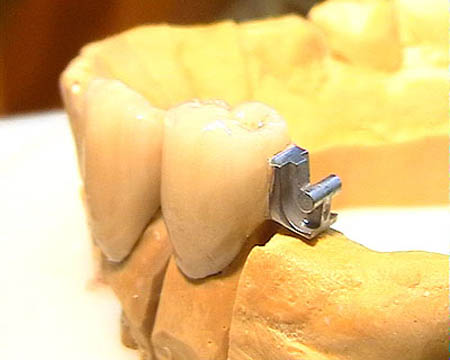

Ersetzt werden die Zähne 37, 36 und 35. Die Zähne 33 und 34 werden mit VMK-Kronen versorgt. Als Verbindungselement dient ein an den Kronen befestigtes aktivierbares Geschiebe.
Ein Beispiel für eine Teilprothese, die von Implantaten getragen und gehalten wird

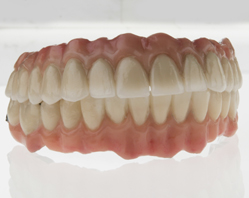
Totale Gebissrekonstruktion auf Zahnimplantaten, von vestibulär
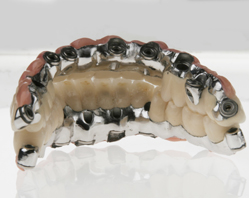
Totale Gebissrekonstruktion auf Zahnimplantaten, von oral – die Gesamtkonstruktion ist zu Pflege- und Wartungszwecken abnehmbar

Eine Sonderform des kombinierten Zahnersatzes ist die Deck- oder Cover-Denture-Prothese, auch Hybridprothese genannt. Sie wird z. B. mit Teleskopkronen, Stegen auf Wurzelstiftkappen oder Kugelköpfchen an der meist nur noch geringen Restbezahnung befestigt. Hierbei kommt neben der eingeschränkten Belastungsfähigkeit der restlichen Zähne auch die Resilienz des Prothesenlagers zum Tragen. Eingegliedert sieht eine Cover-Denture-Prothese einer totalen Prothese ähnlich und hat in etwa auch die gleiche Ausdehnung, bietet durch den „Unterbau“ aber einen wesentlich höheren Tragekomfort und schont das Prothesenlager.

### Stegprothese

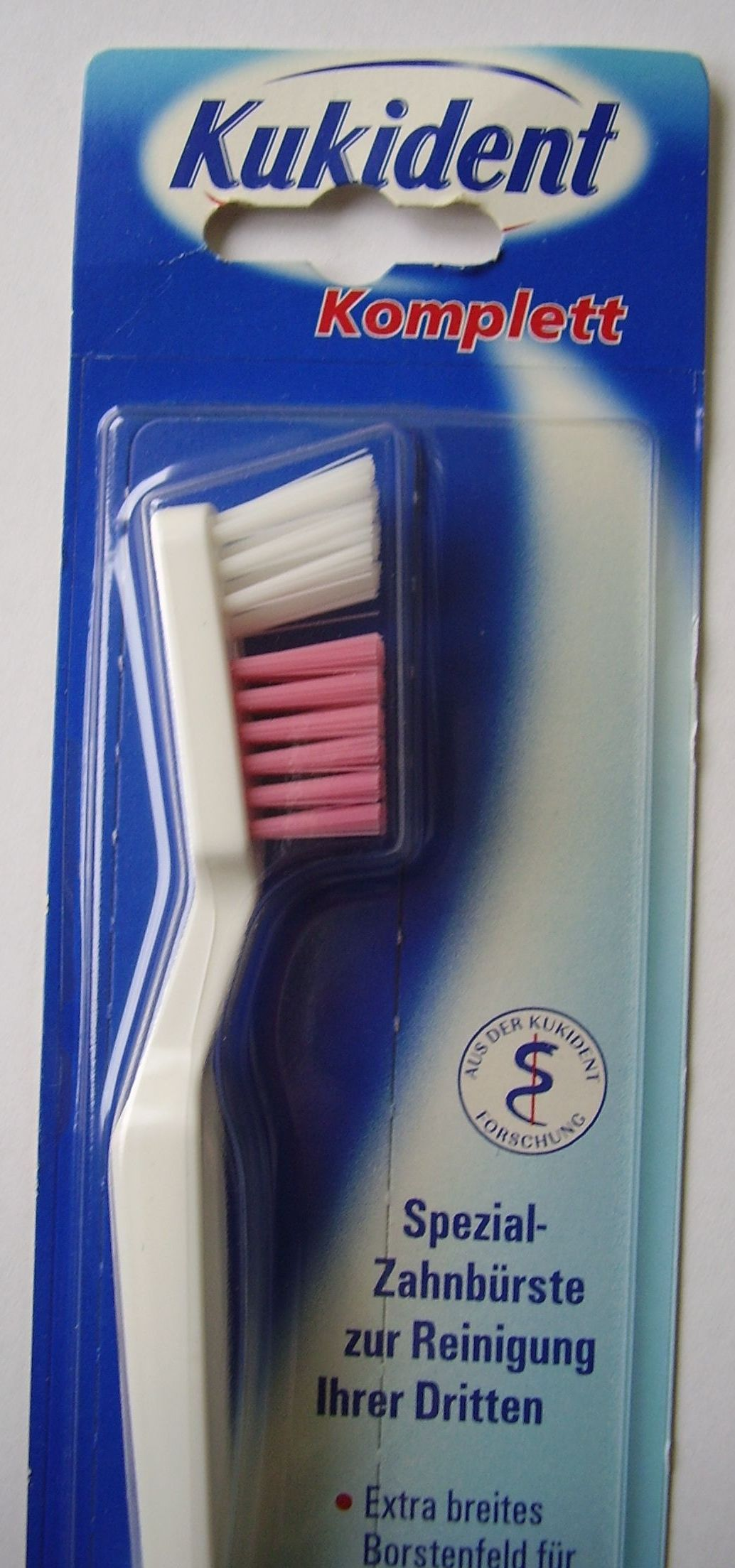
Prothesenzahnbürste

Eine Stegprothese ist eine Teilprothese, die an einem Steg befestigt ist. Der Steg hat eine Halte- und Stützfunktion und einen runden oder rechteckigen Querschnitt. Der Steg verblockt zwei oder mehr Zähne oder Implantate.

## Prothesenmaterial
Als Prothesenmaterial für alle Prothesenarten ist Kunststoff das Mittel der Wahl. Die Prothesenzähne bestehen in der Regel aus weitgehend abriebfestem Kunststoff. Keramikzähne wurden insbesondere früher wegen ihrer damals besseren Ästhetik verwendet, sind jedoch bruchanfälliger und schwieriger einzuschleifen, wobei sie nach dem Einschleifen nur begrenzt polierbar sind. Sie können darüber hinaus ein störendes Klappergeräusch beim Zusammenbeißen erzeugen.

### Polyetheretherketon (PEEK)
Polyetheretherketon (PEEK), ein Hochleistungskunststoff, wurde von dem Unternehmen Imperial Chemical Industries (ICI) in England entwickelt. Die Firma Victrex übernahm die Vermarktung, bis das Material 2012 über Juvora Einzug in die Zahnmedizin zur Herstellung von Zahnersatz fand. Im festen Zustand lässt sich PEEK mit einer CNC-Fräse bearbeiten. Langzeitstudien stehen noch aus.
Neben CNC-Fräsen gibt es seit Januar 2016 ein zur Herstellung von Medizinprodukten der Klasse IIa verwendbares PEEK Filament. Dieses lässt sich mit dem materialeffizienten 3D-Druck Verfahren Fused Filament Fabrication verarbeiten.

## Prothesenreinigung
Zur Reinigung einer Prothese hält der Handel spezielle Prothesenbürsten bereit. Als Reinigungsmittel können Flüssigseife, Spülmittel aber auch Kernseife dienen. Zahnpasten mit enthaltenen Schleifkörpern sollen nicht verwendet werden, da diese den Prothesenkunststoff anrauen, wodurch der Anlagerung von Zahnstein und Belägen Vorschub geleistet wird.

## Altersbedingte Risiken beim nächtlichen Tragen von Prothesen
Nach einer in der wissenschaftlichen Fachzeitschrift Journal of Dental Research veröffentlichten Studie ist das Lungenentzündungsrisiko bei 85-jährigen und älteren Menschen, die während des Schlafs eine Zahnprothese tragen, mehr als doppelt so hoch wie bei denjenigen, die ihre Prothese nachts herausnehmen. In dieser Altersgruppe wurden 453 Zahnprothesenträgerinnen und -träger untersucht, von denen 186 während des Schlafs ihre Zahnprothese anbehielten. Die Ergebnisse der Studie zeigten, dass bei diesen das Risiko für eine Lungenentzündung ungefähr 2,3-fach höher war als bei denjenigen, die ohne Prothese schliefen. Auch hatte die Risikogruppe häufiger Zahnfleischentzündungen, eine positive Kultur für Candida albicans sowie höhere Werte von zirkulierendem Interleukin-6.

## Neue Verfahren bei der Herstellung von Zahnersatz
Seit vielen Jahren wird Zahnersatz auch im CAD/CAM-Verfahren hergestellt. Dies garantiert eine hohe, gleichbleibende Qualität und Passgenauigkeit bei annehmbaren Kosten.
Zahnersatz aus Titanlegierungen wird schon relativ lange im Gussverfahren hergestellt. Die computergestützte Fertigung ermöglicht es nun, Kronen in sehr guter Qualität bei relativ günstigen Preisen herzustellen.
Ein relativ neues Material für festsitzenden Zahnersatz ist Zirkoniumdioxid (Kurzbezeichnung: Zirkonoxid). Das Zirkoniumdioxid dient als Gerüst für Vollkeramikkronen und Vollkeramikbrücken. Darauf wird eine weichere, kiefergelenkfreundliche Keramikmasse in der passenden Zahnfarbe aufgebrannt. So lassen sich natürliche Zähne deutlich besser nachahmen, als es bei Kronen und Brücken mit Metallgerüst erreichbar war. Die Kosten sind etwas höher als bei Verblend-Metall-Keramik-Arbeiten. Weil aber Goldlegierungen in den letzten Jahren zunehmend teurer werden, fällt die Entscheidung inzwischen oftmals zugunsten einer Keramikrestauration aus Zirkoniumdioxid aus.
Vorteile der Vollkeramikkronen gegenüber Edelmetallrestaurationen:
- die weiße Grundfarbe
- geringerer Rohstoffpreis gegenüber Metallen
- eine sehr gute Lichtdurchlässigkeit (Transluzenz)
- die Biokompatibilität.

Nachteile:
- Aufwändige Befestigung in der Dentin-Adhäsiv-Technik[16]
- geringere Stabilität als bei Restaurationen mit (Edel)Metallgerüst

Als Kontraindikationen für vollkeramischen Zahnersatz gelten: Bruxismus und allergische Reaktionen auf die Werkstoffe, die bei einer dentinadhäsiven Befestigung eingesetzt werden. Werden Patienten, die an Bruxismus leiden, dennoch mit Vollkeramikzahnersatz versorgt, ist insbesondere nachts eine Aufbissschiene dringend zu empfehlen.
Eine ungenügende Befestigung von Vollkeramikkronen – etwa mit konventionellem Zement – birgt das Risiko in sich, dass mit der Zeit Undichtigkeiten entstehen, indem sich der Zement auswäscht und in der Folge Karies entsteht, die den Zahn irreversibel schädigen kann – oftmals unbemerkt, weil der Defekt von der Krone überdeckt wird. Bei einer ungenügenden Befestigung nimmt aber auch das Frakturrisiko von Vollkeramikrestaurationen signifikant zu.
Forschungen im Jenaer Otto-Schott-Institut für Glaschemie gehen dahin, neuartige Glaskeramiken auf Basis von Magnesium-, Aluminium- und Siliziumdioxid mit einer nanokristallinen Struktur herzustellen, die aufgrund ihrer hohen Festigkeit und ihrer optischen Eigenschaften für den Einsatz in der Zahnmedizin geeignet sind.

## Kosten
Ein Heil- und Kostenplan (HKP) für zahnärztlich-prothetische Leistungen stellt in Deutschland eine geplante Zahnersatz-Versorgung und deren voraussichtliche Kosten detailliert dar. Er erfüllt zweierlei Funktionen, einerseits stellt er schriftlich die zahnärztliche Leistung einer Therapieplanung dar und andererseits einen Kostenvoranschlag. Er dient der Kostentransparenz für den Zahlungspflichtigen und der Klärung, inwieweit Kosten vom Patienten, von Krankenkassen, von privaten Krankenversicherern, durch die Beihilfe oder vom Sozialamt zu tragen sind. Heil- und Kostenpläne sind für gesetzlich und privat versicherte Patienten nach unterschiedlichen Bestimmungen zu erstellen.
Die durchschnittliche Zuzahlung für Zahnersatz in Deutschland soll gemäß einer forsa-Umfrage im Auftrag eines Direktversicherers im Jahr 2012 1286 Euro betragen haben.